# Inverness Highlands South, Florida
Inverness Highlands South är en ort (CDP) i Citrus County i delstaten Florida i USA. Enligt United States Census Bureau har orten en folkmängd på 6 542 invånare (2010) och en landarea på 14,6 km².